# Avezzano Calcio
Avezzano Calcio – włoski klub piłkarski z siedzibą w Avezzano w regionie Abruzja. Został założony w 1919 roku. Obecnie występuje w Serie D.